# Minuartia grignensis
Minuartia grignensis är en nejlikväxtart som först beskrevs av Reichenb., och fick sitt nu gällande namn av Johannes Mattfeld. Minuartia grignensis ingår i släktet nörlar, och familjen nejlikväxter. Inga underarter finns listade i Catalogue of Life.